# Hexatoma luteipennis
Hexatoma luteipennis är en tvåvingeart som först beskrevs av Edwards 1912.  Hexatoma luteipennis ingår i släktet Hexatoma och familjen småharkrankar.
Artens utbredningsområde är Seychellerna. Inga underarter finns listade i Catalogue of Life.